# トーホウリゾート
トーホウリゾート株式会社（英: TOHO RESORT Co.,Ltd.）は、北海道札幌市中央区にある企業。

## 概要
カラカミ観光（現Karakami HOTELS&RESORTS）の前身である唐神呉服店創業者の唐神勝夫の四男、邦夫によりカラカミリゾートとして創業。唐神勝夫の跡を継いでカラカミ観光の代表となった次男の茂夫は兄弟であるが、カラカミ観光とカラカミリゾートでは別会社であるものの社名が似ておりよく間違われたため、2004年（平成16年）5月に「トーホウリゾート」へ社名変更した。
2018年から北海道をホームタウンをする北海道コンサドーレ札幌オフィシャルトップパートナーとなった、そのためユニフォームの右側の鎖骨部分に広告を入れることが1月11日に発表された。

## 施設
- 登別温泉
  - ホテルまほろば - 北海道登別市登別温泉町65
  - 名湯の宿 パークホテル雅亭 - 北海道登別市登別温泉町100
  - 旅亭 花ゆら - 北海道登別市登別温泉町100
- 湯の川温泉
  - 平成館 しおさい亭・平成館 しおさい亭 別館花月 - 北海道函館市湯川町1丁目2-37
  - 平成館 海羊亭 - 北海道函館市湯川町1丁目3-8

かつて営業していた施設
- 料亭札幌かに宴 - 札幌市中央区南4条東4丁目5-1
  - もともとは本社社屋を兼ねていた。2004年11月末で閉店、のち浄土真宗系の寺院となっている。
- 温泉オーベルジュゆふらん - 北海道登別市登別温泉町143
  - 1969年新築のJR北海道保養所「青嵐荘」をリノベーションし、2004年春に開館したが、老朽化のため2008年10月末で閉館、のち解体。
- 旅亭花ゆら・別邸花ゆら
  - 東條会館から2000年に旧「芦の湖園」を買収、2003年3月27日に開業。